# 英國陸軍第1空降師
第1空降師（英語：1st Airborne Division）是英國陸軍在第二次世界大戰期間組建的兩個空降師之一，曾參與咬人行動、新生行動、喜劇行動、阿納姆戰役。